# Campeonato Paulista de Futebol de 1909
O Campeonato da Liga Paulista Foot-Ball de 1909 foi a 8.ª edição da competição entre clubes de futebol paulistanos filiados à LPF. É reconhecido oficialmente pela Federação Paulista de Futebol como a oitava edição do Campeonato Paulista de Futebol.
Disputado entre 13 de maio e 5 de dezembro, contou com a participação de seis equipes. A Athletica das Palmeiras sagrou-se campeão do torneio, conquistando pela primeira vez o título local. Foi o campeonato mais tumultuado desde a edição de 1906.

## História
Após se distanciar por duas temporadas do campeonato da liga, em protesto pela desclassificação da equipe no torneio de 1906, a Athletica das Palmeiras foi convidada novamente a participar da competição em 1909, sem ter de passar por seletiva. Foi um processo longo de reaproximação, iniciado em março de 1908, iniciado quando o Paulistano apresentou à LPF um pedido de anulação, rapidamente aprovado, das penas impostas à Athletica e a seu principal jogador Jorge Mesquita. e com a proposta de amistosos entre os dois adversários.
Com a volta da Athletica das Palmeiras, a última das seis vagas no campeonato de 1909 teve de ser decidida em uma partida entre São Paulo Athletic e Internacional de Santos, últimos colocados da competição anterior. No dia 21 de abril, o empate em 2–2 no tempo normal e na prorrogação obrigou a realização de uma nova partida doze dias depois, onde o Athletic venceu por 2–0 e garantiu a sua oitava participação no torneio da LPF.
O campeonato começou oficialmente em 13 de maio com a goleada da Athletica das Palmeiras sobre o São Paulo Athletic, por 4–1, marcando o retorno triunfante da equipe da Chácara da Floresta e fortalecendo sua fama de time esnobe.
Athletica das Palmeiras, Internacional e Paulistano protagonizaram a disputa pelo campeonato daquele ano, o mais tenso desde o de 1906. A competição ficou marcada por uma sucessão de discussões em campo, arbitragens desastrosas, apelações ao conselho de representantes, resultados de campo alterados após as partidas e recursos dirigidos à assembleia geral da entidade pelos clubes prejudicados, que culminaram até na ameaça do presidente em exercício da LPF, o major Luiz Fonseca, de renunciar ao cargo em agosto de 1909.
Por conta da situação de quase descontrole, houve uma reforma dos estatutos da liga em pleno andamento do campeonato, em que foi revogada a possibilidade de recurso contra os erros dos árbitros, fazendo valer apenas as decisões tomadas no tempo de jogo, e ficou também prevista uma comissão de sindicância para julgar o comportamento dos atletas, que deveria impedir a participação de quem não reunisse "qualidades de educação e honorabilidade pessoal".
Essas e outras tentativas da LPF de reverter os rumos em campo não foram suficientes para impedir os desfechos tumultuados durante a partida final, em dia 21 de novembro, no Velódromo Paulista. Até ali, Athletica das Palmeiras e Paulistano estavam empatados na liderança, com 14 pontos, mas o Internacional, com um ponto a menos, poderia conquistar a Taça Conde Penteado com uma vitória sobre o quarto colocado Americano. Em caso de empate, o Internacional alcançaria os mesmos 14 pontos dos rivais, e eles teriam de disputar um triangular final.
Escalado pela liga para apitar a partida decisiva, o futebolista Octavio Bicudo recusou-se a atuar quando percebeu a tensão que envolveria o confronto, e ele foi substituído por J. E. Stewart, professor do Mackenzie e capitão do time do São Paulo Athletic. Os prognósticos de uma partida complicada para a arbitragem se confirmaram quando, em campo, os jogadores do Internacional abusaram das jogadas violentas e, depois de dois gols anulados por marcações de impedimentos e com o apoio de torcedores, ofenderam o juiz Stewart, que terminada a partida foi ameaçado e quase agredido nos vestiários.
O resultado de campo de 1–1 levaria a decisão do campeonato para um triangular entre Athletica das Palmeiras, Paulistano e Internacional.
Por conta dos incidentes no duelo final, a diretoria da LPF se reuniu no dia seguinte e decretou a imediata suspensão, por seis meses, de dois atletas do Internacional, Juvenal da Silva Prado e João Facchini, bem como passou advertência aos demais. Em resposta, o presidente do clube, Mario Prado, irmão de Juvenal e seu companheiro na equipe, refutou a punição, declarando que o clube estava solidário com seus jogadores e pediu que o caso fosse encaminhado para a assembleia geral da entidade. Mas a assembleia da liga no dia 25 de novembro votou pela expulsão do Internacional como membro da liga, por não ter acatado imediatamente a decisão.
Com o veredicto, Athletica das Palmeiras e Paulistano fizeram a partida desempate em campo neutro, no Parque Antárctica Paulista, em dia 5 de dezembro. A Athletica venceu por 2-1 e chegou ao seu primeiro título oficial sem contestações, já que o de 1906 nunca foi confirmado.
Transladada para chácara da Floresta, a Taça Conde Penteado foi entregue pelo major Luiz Fonseca ao diretor esportivo da Athletica das Palmeiras, José Rubião – que três anos antes estava entre o grupo de jogadores dissidentes da liga -, em um dia de grande festa no Club de Regatas São Paulo.
Entre alguns fatos marcantes naquele torneio, o Americano contratou o goleiro Alex P. Hutchinson, com experiência na primeira divisão do campeonato profissional inglês. Também estreou nos gramados Arthur Friedenreich, aos 17 anos de idade, que se tornaria um dos grandes craques do futebol brasileiro. Naquele ano, ele defendeu o Germânia.

## Participantes
| Equipe                  | Cidade    | Fundação               | Participação | Títulos               |
| ----------------------- | --------- | ---------------------- | ------------ | --------------------- |
| Americano               | Santos    | 21 de maio de 1903     | 2ª           | -                     |
| Athletica das Palmeiras | São Paulo | 9 de novembro de 1902  | 3ª           | -                     |
| Germânia                | São Paulo | 7 de setembro de 1899  | 8ª           | 1 (1906*)             |
| Internacional           | São Paulo | 19 de agosto de 1899   | 8ª           | 1 (1907)              |
| Paulistano              | São Paulo | 29 de dezembro de 1900 | 8ª           | 2 (1905 e 1908)       |
| São Paulo Athletic      | São Paulo | 13 de maio de 1888     | 8ª           | 3 (1902, 1903 e 1904) |

* Posteriormente, a Liga Paulista de Foot-Ball considerou aquele campeonato sem vencedor, mas o título é reconhecido pela Federação Paulista de Futebol como do Germânia.

## Regulamento
Houve a manutenção da grande maioria das normas das competições anteriores, como a de que cada clube joga duas partidas com os outros participantes, sendo uma como mandante e outra como visitante; o clube vencedor do campeonato anual recebe uma taça, pela qual fica responsável, e terá possa definitiva da mesma aquele que for vencedor de três edições; o campeão é a equipe que somar mais pontos (a vitória vale dois pontos, e o empate, um ponto). Havendo empate no resultado final, disputa-se um jogo extra. Essa partida desempate terminar em empate, é feita uma prorrogação não superior a 30 minutos. Se terminada essa prorrogação continuar o empate, é marcada uma nova partida, e assim por diante.

## Tabela
13/5 AA Palmeiras   4-1  São Paulo AC
20/5 Internacional  2-1  São Paulo AC
30/5 Internacional  1-0  Americano
06/6 AA Palmeiras   1-1  Americano
10/6 Germânia       1-0  São Paulo AC
20/6 Internacional  3-1  Germânia
24/6 Americano      0-0  São Paulo AC
27/6 AA Palmeiras   2-1  Germânia
29/6 São Paulo AC   0-3  AA Palmeiras
04/7 Paulistano     4-1  Germânia
11/7 Americano      0-1  AA Palmeiras
14/7 São Paulo AC   4-3  Germânia
18/7 Germânia       4-1  Americano
25/7 Internacional  3-0  AA Palmeiras
01/8 Americano      2-1  Paulistano
08/8 Paulistano     1-1  AA Palmeiras
22/8 Germânia       0-6  Paulistano
12/9 AA Palmeiras   1-2  Paulistano
19/9 Americano      1-1  Germânia
26/9 AA Palmeiras   4-0  Internacional
03/10 Paulistano     1-1  Internacional
10/10 Germânia  wo  AA Palmeiras  (Atlética ganha 2 pontos)
17/10 Germânia  wo  Internacional   (Internacional ganha 2 pontos)
23/10 Paulistano     1-1  São Paulo AC
31/10 Internacional  2-5  Paulistano
01/11 São Paulo AC   2-3  Americano
07/11 Paulistano     1-1  Americano
13/11 São Paulo AC   2-4  Paulistano
15/11 São Paulo AC   0-4  Internacional
21/11 Americano      1-1  Internacional

## Classificação
Terminado os duelos regulares, houve um tríplice empate Athletica das Palmeiras, Internacional e Paulistano. No entanto, a LPF decidiu punir o Internacional com a suspensão de dois atletas, por conta de ameaças feitas ao árbitro que havia apitado o empate contra o Americano, no último jogo da temporada. O presidente do Internacional contestou a punição e pediu que o caso fosse encaminhado para a assembleia geral da liga, que não apenas confirmou a decisão, como também votou pela desclassificação e expulsão do Internacional por não ter acatado imediatamente a decisão. Assim, a decisão do campeonato seria em uma partida entre Athletica e Paulistano.
| Classificação | Classificação           | Classificação | Classificação | Classificação | Classificação | Classificação | Classificação | Classificação | Classificação |
| Time | Time                    | PG            | J             | V             | E             | D             | GP            | GC            | SG            |
| --- | ----------------------- | ------------- | ------------- | ------------- | ------------- | ------------- | ------------- | ------------- | ------------- |
| 1 | Paulistano              | 14            | 10            | 5             | 4             | 2             | 26            | 12            | 14            |
| 2 | Athletica das Palmeiras | 14            | 10            | 6             | 2             | 2             | 18            | 8             | 10            |
| 3 | Americano               | 9             | 10            | 2             | 5             | 3             | 10            | 13            | - 3           |
| 4 | Germânia                | 5             | 10            | 2             | 1             | 7             | 11            | 22            | -11           |
| 5 | São Paulo Athletic      | 4             | 10            | 1             | 2             | 7             | 11            | 25            | - 14          |
| 6 | Internacional           | 14            | 10            | 6             | 2             | 2             | 17            | 13            | 4             |
| PG - pontos ganhos; J - jogos; V - vitórias; E - empates; D - derrotas; GP - gols pró; GC - gols contra; SG - saldo de gols |                         |               |               |               |               |               |               |               |               |

|  |                                                  |
|  | Fazem partida de desempate para decidir o título |
|  | Desclassificado da liga                          |

## Jogo desempate
5 de dezembro de 1909 - Atlética das Palmeiras 2-1 Paulistano - Parque Antárctica Paulista

## Classificação Final
| Classificação - Final | Classificação - Final   | Classificação - Final | Classificação - Final | Classificação - Final | Classificação - Final | Classificação - Final | Classificação - Final | Classificação - Final | Classificação - Final |
| Time | Time                    | PG                    | J                     | V                     | E                     | D                     | GP                    | GC                    | SG                    |
| --- | ----------------------- | --------------------- | --------------------- | --------------------- | --------------------- | --------------------- | --------------------- | --------------------- | --------------------- |
| 1 | Athletica das Palmeiras | 16                    | 11                    | 7                     | 2                     | 2                     | 20                    | 9                     | 11                    |
| 2 | Paulistano              | 14                    | 11                    | 5                     | 4                     | 3                     | 27                    | 14                    | 13                    |
| 3 | Americano               | 9                     | 10                    | 2                     | 5                     | 3                     | 10                    | 13                    | - 3                   |
| 4 | Germânia                | 5                     | 10                    | 2                     | 1                     | 7                     | 11                    | 22                    | -11                   |
| 5 | São Paulo Athletic      | 4                     | 10                    | 1                     | 2                     | 7                     | 11                    | 25                    | - 14                  |
| 6 | Internacional           | 14                    | 10                    | 6                     | 2                     | 2                     | 17                    | 13                    | 4                     |
| PG - pontos ganhos; J - jogos; V - vitórias; E - empates; D - derrotas; GP - gols pró; GC - gols contra; SG - saldo de gols |                         |                       |                       |                       |                       |                       |                       |                       |                       |

|  |                         |
|  | Campeão da LPF de 1909  |
|  | Desclassificado da liga |

## Premiação
| Campeão Paulista de 1909             |
| ------------------------------------ |
| ATHLETICA DAS PALMEIRAS (1º título*) |

*A Athletica das Palmeiras venceu o campeonato de 1906, mas a Liga Paulista de Foot-Ball desclassificou a equipe e essa edição ficou sem um campeão. A Federação Paulista de Futebol reconhece o Germânia, segundo colocado, como o campeão daquela competição.